# 白岩村 (秋田県)
白岩村（しらいわむら）は秋田県仙北郡にあった村。現在の仙北市南東部、角館市街の東方、玉川左岸にあたる。

## 地理
- 山：白岩岳、小杉山、和賀岳、朝日岳、二ノ沢畚
- 河川：玉川

## 歴史
- 1889年（明治22年）4月1日 - 町村制の施行により、白岩村、白岩広久内村、薗田村の区域をもって発足。
- 1955年（昭和30年）3月31日 - 角館町・中川村・雲沢村と合併し、改めて角館町が発足。同日白岩村廃止。